# Liste der Namenstage/I
| Vorname  | Geschlecht | Datum                                                                     |
| -------- | ---------- | ------------------------------------------------------------------------- |
| Ida      | w          | 24. Februar, 13. April, 4. September, 3. November, 26. November           |
| Ignaz    | m          | 31. Juli                                                                  |
| Igor     | m          | 19. September                                                             |
| Ilona    | w          | 18. August                                                                |
| Imke     | w          | 11. Oktober                                                               |
| Ines     | w          | 21. Januar                                                                |
| Ingbert  | m          | 22. Oktober                                                               |
| Inge     | w          | 30. Juli                                                                  |
| Ingeborg | w          | 30. Juli, 30. August                                                      |
| Ingeburg | w          | 30. Juli, 30. August                                                      |
| Ingrid   | w          | 2. September, 9. Oktober                                                  |
| Irene    | w          | 1. April, 3. April, 5. Mai, 18. September                                 |
| Iris     | w          | 4. September                                                              |
| Irma     | w          | 19. Februar                                                               |
| Irmgard  | w          | 19. Februar, 24. Februar, 20. März, 16. Juli, 4. September, 14. September |
| Isabella | w          | 22. Februar, 23. Februar                                                  |
| Isidor   | m          | 4. April, 15. Mai                                                         |
| Ivo      | m          | 19. Mai, 23. Dezember                                                     |
| Ivonne   | w          | 24. April                                                                 |